# Jean-Henri Hassenfratz
Jean Henri Hassenfratz (né le 20 décembre 1755 à Paris et mort le 24 février 1827 dans cette même ville), personnalité montagnarde pendant la Révolution française, fut le premier professeur de physique de l’École polytechnique et l'un des premiers inspecteurs des mines.

## Biographie

### À l'école des Lumières
Autodidacte (il fut d'abord charpentier), Jean-Henri Hassenfratz est un jeune homme brillant qui cherche très tôt à se rapprocher de personnages importants et instruits. C’est ainsi qu’il apprend la géographie en 1778 au cabinet de Jean-Baptiste de Beaurain, géographe du roi ; en 1779, avec Jean de Champigny (1712-1787), qu'il appelle « papa Champigny » ; ce dernier le met en relation avec le marquis de Serent, dont Jean-Henri se lie d'amitié avec les deux fils âgés de 15 et 18 ans en 1779. Grâce à Serent, il participe aux manœuvres militaires de Saint-Omer fin 1779, ce qui lui vaut de rencontrer Monge, dont il suit les cours en 1780-81. En outre, grâce à Champigny, il fait la connaissance de Sylvestre-François Lacroix, alors âgé de 15 ans et dont il deviendra l'ami intime. Il travaille comme géographe au régiment des Dragons de la Reine (1781). Il fait aussi la connaissance de Balthazar Sage, ce qui lui permet d'être membre de la première promotion des élèves de l’École des mines. L'Administration l'envoie en mission en Styrie et en Carinthie avec deux camarades, et est satisfaite de son rapport. À la même époque, Jean-Henri est admis dans la franc-maçonnerie. Grâce à l'appui de Fourcroy et Mauduyt, il est même nommé correspondant de la Société royale de médecine (1783). C'est ainsi qu'il parvient à se faire nommer sous-inspecteur des mines le 1er janvier 1785. 
Il prend ensuite contact avec Antoine Lavoisier, qui présente la candidature de Jean-Henri à l'Académie des sciences dès 1786. En 1786-87, il travaille chez Lavoisier sur le bleu de Prusse, puis il participe à la controverse sur le phlogistique et publie largement jusqu'en 1792 dans les Annales de chimie, dont il est l'un des huit fondateurs. En 1790, il s'intéresse à la synthèse de la soude.

### Engagé dans la Révolution
Lorsque la Révolution éclate, il s'enthousiasme pour les idées nouvelles et s'engage à fond dans le combat politique. Dès 1790, il publie un Manuel militaire de l'infanterie, cavalerie et artillerie nationale... En janvier 1792, il est membre de la société patriotique du Luxembourg, créée par Jean-Nicolas Pache, avec Gaspard Monge. 
Il devient membre de la Commune de Paris, le 10 août 1792. Le ministre de la Guerre Jean Nicolas Pache le nomme directeur de l'administration du matériel au ministère de la Guerre.
Le 31 mai 1793, c'est Hassenfratz qui demande la tête des girondins. Cet activisme du 31 mai 1793 lui sera reproché tout le reste de sa carrière. Un ancien élève de l’École polytechnique rappelle ce douloureux épisode: « on disait une fois de lui dans un journal pendant la Révolution: "et le sanguinaire Hassenfratz, qui ne monte à la tribune que pour y bégayer le nom des victimes qu'il doit immoler chaque jour." ». Ainsi, malgré le soutien de Prieur de la Côte-d'Or et de Gaspard Monge, il sera exilé en province pendant l'été 1796. 
Il échappe aux poursuites après le 9 thermidor an II (27 juillet 1794). Vers la même époque, il reçoit le titre d'inspecteur des mines.
On le voit à la tête du faubourg Saint-Marceau lors de l’Insurrection du 1er prairial an III (20 mai 1795). Il obtient sa libération grâce à la loi votée par la Convention à sa séparation (1795).

### Le professeur
Assagi, Hassenfratz reparaît le 4 brumaire an IV (25 octobre 1795) mais se consacre désormais à l’enseignement de la physique et de la chimie : il devient professeur à l'École des mines en 1795 et instituteur de physique générale à l’École centrale des travaux publics par arrêté du 5 frimaire de l'an III.
Lors de la réorganisation du corps des Ingénieurs des mines par Napoléon, il reçoit le grade d'ingénieur divisionnaire en 1810, grade qu'il conservera jusqu'à sa retraite en 1822.
Il enseigne la Physique générale à Polytechnique jusqu’au retour des Bourbons, avec un cours dont le nombre de séances fut progressivement réduit à partir de 1808. Il y enseigne aussi la Physique céleste, les Éléments de machines, les Travaux des mines, les Fortifications. Aucun de ces cours n'eut un grand succès auprès des élèves. Il est invité à donner sa démission en 1814, est nommé professeur émérite avec appointements, mais en 1815 ce titre et cette pension lui sont retirés.  
À l'École des mines de Paris, transférée à Moûtiers de 1802 à 1815, Hassenfratz est l'un des trois professeurs. Hassenfratz séjournait à Moûtiers de novembre à avril. Il y organisait notamment des travaux pratiques de chimie. C'est encore là qu'il rédigea son traité majeur : La Sidérotechnie, ou l'art de traiter les minerais de fer...
Il exerce peu d'activités dans l'inspection des mines. Il est toutefois chargé d'une mission peu connue d'organisation de la succession de Charles Axel Guillaumot à l'Inspection générale des carrières de Paris (1809) ; il soutient la prise de fonction de Louis-Étienne Héricart de Thury, qui lui rendit d'ailleurs hommage en 1819. Il conserve son grade et ses émoluments d'inspecteur divisionnaire des mines jusqu'en octobre 1822.

### Vie privée
Son père Jean avait épousé en 1755 Marie-Marguerite Dagommer.
Jean Henri Hassenfratz vit longtemps en concubinage avec Antoinette-Joséphine Terreux, née en 1765 dans une famille modeste de Sedan. Leur fille, Virginie-Joséphine, est née le 1er novembre 1791 et baptisée le même jour. Cependant, le mariage du couple Hassenfratz-Terreux ne fut régularisé que le 2 janvier 1795. La sœur aînée d'Antoinette, Marie-Jeanne Élisabeth, avait épousé en 1783 Pierre-Charles-Louis Baudin, député bien connu qui devint précisément en 1795 président de la Convention nationale. C'est ainsi que Hassenfratz et Baudin devinrent beaux-frères. Baudin fit voter une loi d'amnistie par la Convention le 26 avril 1795, qui profita indirectement à Hassenfratz, lequel faisait l'objet de poursuites criminelles en Eure-et-Loir. Malgré des orientations politiques différentes, les relations entre Baudin et Hassenfratz furent très amicales jusqu'au bout.
Le mariage de Jean-Henri et d'Antoinette semble avoir été heureux. On a même trouvé trace d'une excursion faite ensemble dans les Alpes, en 1804, alors que Jean-Henri enseignait à Moûtiers.
Jean Henri Hassenfratz meurt en 1827. Il est inhumé au cimetière du Père-Lachaise à Paris (18e division).
Il était également père de Pierre Henry Hassenfratz, conducteur des ponts et chaussées, né le 27 germinal de l'an III à Paris (date donnée à son mariage). Celui-ci se marie le 11 septembre 1826 à Berné dans le Morbihan à Claire Elisabeth Tallendeau, dite née à Nantes le 26 messidor de l'an XIII. Elle est fille de feus Henry Jean Baptiste Tallendeau, de son vivant propriétaire et régisseur du marquis de Malestroit de Bruc, et de Flavie Thérèse Antoinette Reliquet. Claire Elisabeth Tallendeau est sœur d'Henry Constant Tallendeau, régisseur de la verrerie de Pontcallec à Berné. À cette époque, Pierre Henry Hassenfratz demeure à Châteauneuf dans le Finistère. En 1825, d'après l'acte de naissance d'un fils de son futur beau-frère le 11 septembre à Berné, il vivait à Glomel dans les Côtes d'Armor.
Jean Henri Hassenfratz ne devait pas être favorable à cette union puisqu'un acte respecteux du 26 juin 1825 au rapport de Marchour (lecture incertaine) et collègue, notaires à Paris, est mentionné.

## Œuvres
- Guyton de Morveau (dir.), Lavoisier (dir.), Berthollet (dir.), Fourcroy (dir.), Jean Henri Hassenfratz et Pierre Auguste Adet, Nouveau Système de caractères chimiques, Méthode de nomenclature chimique, 1787
- École d'exercice, ou Manuel militaire à l'usage de toutes les gardes nationales du royaume, infanterie, cavalerie et artillerie, Paris, Desray, 1790 connut deux autres éditions :
  - Catéchisme militaire, ou manuel du garde national, Paris 1790
  - Cours révolutionnaire d'administration militaire (Paris 1794).
- Traité de l'art du charpentier, approuvé et adopté par l'Institut national, pour faire suite aux arts et metiers, publiés par l'Académie des sciences ; dédié et présenté au Premier consul, 1804 (Première partie en ligne)
- Sidérotechnie, ou l'art de traiter les minéraux de fer, pour en obtenir de la fonte, du fer et de l'acier, Paris, Firmin Didot, 1812, 4 vol.
- Dictionnaire physique de l'Encyclopédie (Paris 1816-21, 4 vol.);
- Encyclopédie Méthodique (Dictionnaire de Physique). Paris 1816-21, 4 vol.
- Traité théorique et pratique de l'art de calciner la pierre calcaire, et de fabriquer toutes sortes de mortiers, ciments, bétons etc., soit à bras d'hommes, soit à l'aide de machines, Paris, 1825